# Esham
Esham Attica Smith (n. 20 septembrie 1973), cunoscut sub numele de scenă Esham (East Side Hoes And Money), este un rapper american din Detroit, Michigan, renumit pentru stilul său halucinogen de hip hop (numit „rap acid”), care combină ritmurile de rock cu versurile despre subiecte precum moartea, consumul de droguri, satanism, paranoia și sex. Lansând albumul de debut, Boomin' Words from Hell, în timpul anilor de liceu, Smith este considerat unul dintre inițiatorii muzicii horrorcore, rap rock și rap metal. Boomin' Words from Hell a fost primul lansat dintr-o serie de treisprezece albume de studio, șapte EP-uri și trei compilații ale artistului. Smith este co-fondatorul casei de discuri independente Reel Life Productions, și a creat formația Natas împreună cu rapperii locali Mastamind și TNT. Smith a influențat artiști precum Eminem, Kid Rock și Insane Clown Posse.

## Biografie

### Începutul carierei
Născut Rashaam Attica Smith în Long Island, New York, Esham a crescut împărțindu-și timpul între cartierul Seven Mile din Detroit, unde trăia cu mama sa, urmând Osborn High School, și New York, unde stătea în timpul verii cu bunica sa. A studiat pianul, chitara și trombonul în timpul anilor de liceu, ascultând muzica unor artiști precum Sugar Hill Gang, Run-DMC, Ozzy Osbourne și Kiss. Esham a început să compună versuri, fiind încurajat de fratele său mai mare, James H. Smith, să urmeze o carieră în hip hop. Conform spuselor lui Esham, „Simțea că am acea forță creatoare, și credea că pot aduce ceva nou acestui gen muzical, tocmai din orașul Detroit. În acele vremuri, nu exista nicio scenă [de rap] în Detroit. Toată lumea imita pur și simplu ce făceau ceilalți.”
La vârsta de 13 ani, Smith a lansat albumul de debut, Boomin' Words from Hell, în 1989. Despre acest album, Smith a declarat, „Era epoca drogurilor, [...] și de acolo a pornit totul. Toate aveau legătură cu [cartelul de droguri din anii 1970-80] Young Boys Incorporated, primarul Coleman Young, orașul în care trăiam și dezordinea prin care trecea acesta la momentul respectiv. În acest album ne referim la străzile din Detroit sub numele de «iad». De acolo mi-a venit inspirația.” În 1990, Esham și James H. Smith au fondat casa de discuri independentă Reel Life Productions, relansând albumul său de debut cu o listă de piese și o copertă alternativă. I-a fost greu să-și facă mulți fani, datorită versurilor sumbre din piesele sale și datorită imaginii sale provocatoare, în timp ce fanilor de muzică hip hop le displăceau influențele heavy metal prezente în albumul lui Esham.
După lansarea a doua EP-uri, Erotic Poetry și Homey Don't Play, Esham și-a terminat albumul dublu Judgement Day, cele două volume, Day și Night, fiind lansate separat pe 9 aprilie 1992. În cartea All Music Guide to Hip-Hop, Jason Birchmeier scrie că Judgement Day, Vol. 1 „nu este chiar cel mai reușit material discografic al lui Esham, dar cu siguranță este unul dintre cele mai inspirate ale anilor '90”, în timp ce Vol. 2 „nu este la fel de intens ca primul volum, suferind datorită câtorva cântece slabe.”

### KKKill the Fetus,Closed CasketșiDead Flowerz
Student la Osborn High School, Esham l-a întâlnit pe Mastamind, care i-a dat trei dintre piesele sale demo; cei doi au creat mai apoi formația Natas împreună cu vechiul prieten al lui Esham, TNT. În 1992, Esham a apărut pe albumul de debut al formației Insane Clown Posse, Carnival of Carnage, lansat pe 18 octombrie. A produs trei cântece, iar vocea sa s-a auzit pe piesa finală a albumului. În noiembrie, Natas au lansat albumul de debut, Life After Death. Ca urmare a lansării acestui material, Esham, Natas și Reel Life Productions au fost subiectul unei controverse când un fan de 17 ani s-a omorât în timp ce fuma cannabis și juca ruleta rusească, ascultând albumul Life After Death. În 1993, Esham a lansat al treilea album personal, KKKill the Fetus.
Pe 22 noiembrie 1994, Esham a lansat al patrulea album de studio, Closed Casket, iar în mai 1996, cel de-al cincilea, Dead Flowerz. Acesta a atins poziția cu numărul 38 în clasamentul Billboard Top R&B/Hip-Hop Albums.

### Gothom Records (1999–2001)
În iunie 1997, Esham a redenumit Reel Life Productions în Gothom Records, și a lansat albumul Bruce Wayne: Gothom City 1987, care s-a clasat pe locul 57 în Top R&B/Hip-Hop Albums. Esham a semnat mai târziu un contract de distribuție cu Overcore, o filială a Overture Music, care mai târziu a devenit distribuită prin TVT Records. În iunie 2001, Gothom a lansat albumul Spankmaster al lui Kool Keith, care conținea mai multe contribuții ale lui Esham, precum și al optulea album al lui Smith, Tongues, care a ajuns pe locul 7 în clasamentul Top Independent Albums, pe 46 în clasamentul Top R&B/Hip-Hop Albums și pe 195 în Billboard 200. În august 2001, Esham și D12 au fost dați afară de la Warped Tour după ce membrii grupului l-ar fi atacat din punct de vedere fizic pe Smith datorită versurilor melodiei sale „Chemical Imbalance”, care conținea o trimitere la fiica membrului D12, Eminem, care nu a fost prezent în timpul turneului.

### Psychopathic Records (2002–2005)
În 2002, Esham a semnat cu Psychopatic Records, lansând compilația Acid Rain. Se spunea că Esham va renunța la tematica sa horror abordată în trecut. Pe 18 noiembrie 2003, Esham a lansat cel de-al nouălea album de studio, Repentance. Acesta a ajuns pe locul 9 în Top Heatseekers, pe 10 în Top Independent Albums, și pe 71 în Top R&B/Hip-Hop Albums. Jason Birchmeier a scris că „Repentance este un pas mic înainte pentru Esham. Pare foarte încrezător, sigur pe el ca artist [...] când pune totul cap la cap [...] creează muzică bună pentru cariera sa lungă, roditoare și încă nerecunoscută pe deplin.” După lansarea albumului A-1 Yola, Esham a părăsit Psychopatic Records în 2005 pentru a re-fonda casa de discuri Reel Life/Gothom. Albumul a atins pozițiile 6 în Top Heatseekers, 12 în Top Independent Albums, 48 în Top R&B/Hip-Hop Albums și 176 în Billboard 200.

### Restabilirea casei de discuri Reel Life (începând cu 2006)
După ce a părăsit Psychopathic Record, Esham a restabilit Reel Life Productions, și a produs un podcast, care apărea în mod semi-regulat pe situl său oficial.
Pe 26 august 2008, Smith a lansat al unsprezecelea album de studio, Sacrificial Lambz. Acesta a atins pozițiile cu numărul 50 în Billboard Top Heatseekers și 42 în Top R&B/Hip-Hop Albums.. În octombrie, Smith a canditat la postul de primar al Detroitului. Acesta a declarat „Saltul la funcția de primar este o schimbare destul de drastică, dar vreau doar să iau atitudine. Dacă nu încerci ceva, nu ai cum să reușești.” Pe 28 iulie 2009, Smith a lansat I Ain't Cha Homey, o continuare a EP-ului din 1991 Homey Don't Play.. În urma lansării albumului, se zvonea că acesta conține o piesă de atac la adresa formației Insane Clown Posse; Smith a negat însă toate zvonurile.
Pe 3 august 2010, Smith a lansat al doisprezecelea album de studio, Suspended Animation. În 2011, Esham a lansat EP-ul Secret Society Circus și albumul DMT Sessions, urmat de un documentar regizat de Smith, Death of an Indie Label, anunțat inițial ca un bonus al ediției deluxe DMT Sessions; totuși, acesta a fost postat pe contul de YouTube al Gothom Inc. Smith a fost intervievat și pentru documentarul The Untold Story of Detroit Hip-Hop, regizat de rapperul din Detroit, Champtown.

## Stil muzical
Esham numește stilul interpretărilor sale „rap acid”, comparând versurile cu halucinațiile induse de LSD. Stilul lui Esham a fost descris și ca hip hop horrorcore, „utilizând povestiri șocante (și total arogante) pentru a exagera, aproape ca într-un desen animat, haosul prin care trecea Detroitul”, conform autoarei Sara Cohen. Versurile lui Smith erau concentrate pe teme precum moartea, consumul de droguri, diavol, paranoia și sex, și includeau referințe despre Satan:
| “ | „Oamenii erau literalmente speriați de înregistrările mele. Existau atâtea zvonuri despre mine și muzica mea. Lumea a ascultat primul album, și au început să creeze povești. Au avut un accident și s-au gândit că, «Totul s-a întâmplat pentru că ascultam acea înregistrare». Nu ne-am ajutat pe noi înșine când am descris ce era în mințile oamenilor. Nu ne-am dorit să șocăm lumea, ci să le arătăm cum trăim noi. Trebuia să le atragem atenția [...] Noi am spus multe lucruri pe care ceilalți nu îndrăzneau să le spună. Am vorbit despre probleme politice și sociale despre care lumea nu dorea să vorbească.” | ” |

În urma acuzațiilor de satanism, Smith a decis că Closed Casket ar fi ultimul album ce oferă astfel de teme, și că el n-ar mai crea muzică rap despre diavol. În conformitate cu Smith, „Am fost în măsură să distrez oamenii timp de 20 ani. Eu doar încerc să ridic oameni acum. Cele mai recente lucruri pe care le fac, încerc să scot un mesaj pentru oameni, în timp ce îi distrez în același timp.”
Rapul acid a fost descris ca o fuziune dintre beat-uri hip-hop și versuri death metal. Esham a definit genul ca analog cu „blues-ul modern [sau] heavy metal”. Printre rapperii influențați de Esham se numără: Insane Clown Posse, Eminem, Kid Rock. Potrivit autorului Cheryl Lynette Keyes, „sunetul metal cu un simț hip-hop” al lui Esham, a constituit baza muzicală pentru acte, cum ar fi Korn, Limp Bizkit, Everlast și Kottonmouth Kings. Smith a declarat că „O mulțime de oameni ascultă vasta mea colecție muzicală și îmi copiază ideile, apoi au senzația că au adus ceva nou. Sunt mulțumit de mare parte din ei. Înainte eram supărat, dar cu cât înaintez în vârstă, realizez că noi eram la un nivel superior față de multe persoane.”

## Discografie
- Boomin' Words from Hell (1989)
- Judgement Day (1992)
- KKKill the Fetus (1993)
- Closed Casket (1994)
- Dead Flowerz (1996)
- Bruce Wayne: Gothom City 1987 (1997)
- Mail Dominance (1999)
- Tongues (2001)
- Repentance (2003)
- A-1 Yola (2005)
- Sacrificial Lambz (2008)
- Suspended Animation (2010)
- DMT Sessions (2011)
- Venus Fly Trap LP (2012)
- Dichotomie (2015)
- Scribble (2017)
- Dead of Winter (2018)
- She Loves Me (2020)
- She Loves Me Not (2020)